# 이경선 (1986년)
이경선(1986년 7월 6일 ~ )은 대한민국의 레이싱 모델, 방송인이다.

## 경력
- 2007년 서울오토살롱 R&T 모델
- 2008년 월드슈퍼카코리아 투어 엔초 페라리 모델
- 2008년 엑스타 타임트라이얼라이스 레이싱

모델
- 2008년 빌라이드 챔피언쉽 레이싱모델
- 2008년 대구월드슈퍼카 전시회 레이싱모델

## 방송
- 2009년 E채널 《천하일색 비키니 선수단》